# Lekkoatletyka na Letnich Igrzyskach Olimpijskich 1980 – rzut oszczepem kobiet
Rzut oszczepem kobiet – jedna z konkurencji lekkoatletycznych rozgrywanych podczas igrzysk olimpijskich w Moskwie.
Obrończynią tytułu mistrzowskiego z 1976 roku była Niemka Ruth Fuchs. Zwyciężyła reprezentantka Kuby María Colón, która w finale ustanowiła rekord olimpijski uzyskując wynik 68,40 m.
W zawodach wzięło udział 21 zawodniczek.

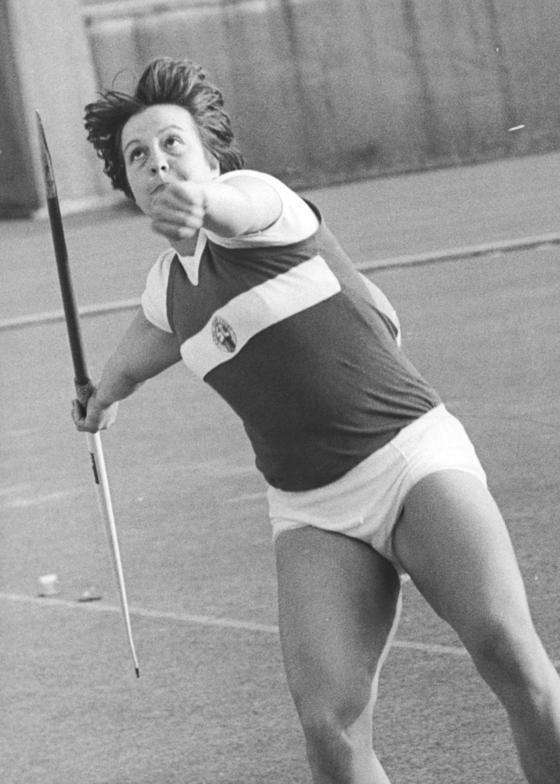
Ute Honmola

## Terminarz
Wszystkie godziny podane są w czasie (UTC+03:00).
| Etap         | Data          | Godzina rozpoczęcia |
| ------------ | ------------- | ------------------- |
| Kwalifikacje | 24 lipca 1980 | 12:25               |
| Finał        | 25 lipca 1980 | 17:15               |

## Rekordy
Tabela uwzględnia rekordy uzyskane przed rozpoczęciem zawodów.
|                   | Zawodniczka       | Wynik | Miejsce  | Data          |
| ----------------- | ----------------- | ----- | -------- | ------------- |
| Rekord świata     | Tatjana Biriulina | 70,08 | Podolsk  | 12 lipca 1980 |
| Rekord olimpijski | Ruth Fuchs        | 65,94 | Montreal | 24 lipca 1976 |

## Wyniki

### Kwalifikacje
Minimum kwalifikacyjne wynosiło 60,00 m.
| Poz. | Grupa | Zawodniczka         | Reprezentacja   | Próby | Próby | Próby | Wynik | Uwagi |
| Poz. | Grupa | Zawodniczka         | Reprezentacja   | 1     | 2     | 3     | Wynik | Uwagi |
| ---- | ----- | ------------------- | --------------- | ----- | ----- | ----- | ----- | ----- |
| 1.   | A     | Ute Richter         | NRD             | 57,40 | 66,66 | –     | 66,66 | Q     |
| 2.   | B     | Ruth Fuchs          | NRD             | 54,12 | 64,26 | –     | 64,26 | Q     |
| 3.   | B     | Saida Gunba         | ZSRR            | 63,98 | –     | –     | 63,98 | Q     |
| 4.   | A     | Éva Ráduly-Zörgő    | Rumunia         | 63,84 | –     | –     | 63,84 | Q     |
| 5.   | B     | Ute Hommola         | NRD             | 63,52 | –     | –     | 63,52 | Q     |
| 6.   | B     | Jadvyga Putinienė   | ZSRR            | 62,96 | –     | –     | 62,96 | Q     |
| 7.   | A     | María Colón         | Kuba            | 62,42 | –     | –     | 62,42 | Q     |
| 8.   | A     | Iwanka Wanczewa     | Bułgaria        | 61,16 | –     | –     | 61,16 | Q     |
| 9.   | A     | Antoaneta Todorowa  | Bułgaria        | 60,56 | –     | –     | 60,56 | Q     |
| 10.  | A     | Bernadetta Blechacz | Polska          | 55,92 | 50,26 | 50,90 | 50,90 | q     |
| 11.  | A     | Tatjana Biriulina   | ZSRR            | 57,72 | 52,44 | 59,86 | 59,86 | q     |
| 12.  | B     | Fausta Quintavalla  | Włochy          | 58,76 | x     | –     | 58,76 | q     |
| 13.  | A     | Mária Janák         | Węgry           | 54,22 | x     | 57,80 | 57,80 |       |
| 14.  | B     | Tiina Lillak        | Finlandia       | 53,44 | 56,26 | x     | 56,26 |       |
| 15.  | A     | Petra Rivers        | Australia       | 51,08 | 53,14 | 55,80 | 55,80 |       |
| 16.  | B     | Pam Matthews        | Australia       | 55,72 | 53,72 | 51,70 | 53,72 |       |
| 17.  | B     | Agnès Tchuinté      | Kamerun         | 55,36 | 52,16 | 49,22 | 55,36 |       |
| 18.  | A     | Fatima Whitbread    | Wielka Brytania | 47,44 | 47,22 | 49,74 | 49,74 |       |
| 19.  | B     | Tessa Sanderson     | Wielka Brytania | 48,76 | x     | x     | 48,76 |       |
| 20.  | B     | Patricia Guerrero   | Peru            | 38,36 | 45,40 | 45,42 | 45,42 |       |
| –    | A     | Sofia Sakorafa      | Grecja          | x     | x     | x     | NM    |       |
| –    | B     | Cwetanka Ralinska   | Bułgaria        |       |       |       | DNS   |       |

### Finał
| Poz. | Zawodniczka         | Reprezentacja | Próby | Próby | Próby | Próby | Próby | Próby | Wynik | Uwagi       |
| Poz. | Zawodniczka         | Reprezentacja | 1     | 2     | 3     | 4     | 5     | 6     | Wynik | Uwagi       |
| ---- | ------------------- | ------------- | ----- | ----- | ----- | ----- | ----- | ----- | ----- | ----------- |
| 01 ! | María Colón         | Kuba          | 68,40 | x     | 64,58 | 62,70 | 66,02 | 63,06 | 68,40 | [ 1 ] [ 3 ] |
| 02 ! | Saida Gunba         | ZSRR          | 66,08 | 67,76 | x     | 63,78 | x     | 65,06 | 67,76 |             |
| 03 ! | Ute Hommola         | NRD           | 60,62 | 58,84 | 66,04 | 66,56 | 61,96 | 64,92 | 66,56 |             |
| 4.   | Ute Richter         | NRD           | 54,86 | 53,12 | 62,80 | 65,68 | 66,04 | 66,54 | 66,54 |             |
| 5.   | Iwanka Wanczewa     | Bułgaria      | 65,38 | 60,88 | x     | 60,12 | 61,90 | 62,90 | 65,38 |             |
| 6.   | Tatjana Biriulina   | ZSRR          | 56,28 | 65,08 | 58,42 | 60,36 | x     | 62,48 | 65,08 |             |
| 7.   | Éva Ráduly-Zörgő    | Rumunia       | x     | 64,08 | 54,80 | 59,44 | 57,02 | 54,30 | 64,08 |             |
| 8.   | Ruth Fuchs          | NRD           | 59,90 | x     | 61,48 | x     | 63,94 | 59,20 | 63,94 |             |
| 9.   | Bernadetta Blechacz | Polska        | 57,94 | 52,84 | 61,46 | NQ    | NQ    | NQ    | 61,46 |             |
| 10.  | Antoaneta Todorowa  | Bułgaria      | 54,76 | 60,66 | 52,98 | NQ    | NQ    | NQ    | 60,66 |             |
| 11.  | Jadvyga Putinienė   | ZSRR          | 59,94 | x     | 52,72 | NQ    | NQ    | NQ    | 59,94 |             |
| 12.  | Fausta Quintavalla  | Włochy        | 49,60 | 57,50 | 57,52 | NQ    | NQ    | NQ    | 57,52 |             |